# キング・ファハド国際空港
キング・ファハド国際空港（アラビア語：مطار الملك فهد الدولي、英語：King Fahd International Airport）は、サウジアラビア王国・ダンマームにある国際空港。サウジアラビア第五代国王ファハド・ビン＝アブドゥルアズィーズにちなんで名付けられた。
面積では、カナダのモントリオール・ミラベル国際空港（未使用の土地356km²を含む）を超え、世界最大を誇る（780km²）。隣国のバーレーンの国土より少し広い。

## 就航路線
| 航空会社                       | 就航地 |
| ------------------------------ | --- |
| フライアディール               | 【国内線】'︰リヤド、ジッダ、アブハ、ジーザーン、メディナ、バーハ、ナジュラーン、ビーシャ、ターイフ、ヤンブー 【国際線】︰バクー、カイロ、カラチ(2025年8月25日より運航開始予定)                                         |
| フライナス                     | 【国内線】︰ジッダ、リヤド、メディナ、ジーザーン、タブーク、ナジュラーン、バーハ、アブハ、カスィーム、ヤンブー、ターイフ 【国際線】︰カイロ、トビリシ、ラホール、ナジャフ、アンマン、イスタンブール/SAW、ドバイ、バクー |
| サウディア                     | 【国内線】:リヤド、ジッダ 【国際線】:ロンドン/ヒースロー(2025年11月5日より運航再開予定) |
| エミレーツ航空                 | ドバイ |
| フライドバイ                   | ドバイ |
| エティハド航空                 | アブダビ |
| エア・アラビア                 | シャルジャ |
| カタール航空                   | ドーハ |
| ガルフ・エア                   | マナーマ |
| オマーン航空                   | マスカット |
| クウェート航空                 | クウェートシティ |
| ミドル・イースト航空           | ベイルート |
| ロイヤル・ヨルダン航空         | アンマン |
| Indigo                         | ハイデラバード、デリー、コーチン、ラクナウ、ムンバイ、カンヌール |
| エア・インディア・エクスプレス | デリー、ベンガルール、ムンバイ、ティルチラパリ、コーチン、コーリコード |
| エア・インディア               | ムンバイ |
| スリランカ航空                 | コロンボ |
| パキスタン国際航空             | イスラマバード |
| ロイヤルネパール航空           | カトマンズ |
| ターキッシュエアラインズ       | イスタンブール/IST |
| ルフトハンザ航空               | フランクフルト(リヤド経由)、リヤド |
| KLMオランダ航空                | アムステルダム |
| エジプト航空                   | カイロ |
| カイロ航空                     | カイロ、ソハーグ |
| エチオピア航空                 | アディスアベバ |

### 中東
- ドバイ、アブダビ、シャールジャ
- ドーハ
- クウェート
- マスカット
- バーレーン
- アンマン
- リヤド
- ダマスカス

### アジア
- カラチ、イスラマバード
- デリー、ハイデラバード、ムンバイ
- ダッカ
- コロンボ
- ジャカルタ
- カトマンズ
- マニラ
- 香港

### アフリカ
- カイロ

### ヨーロッパ
- ロンドン (ヒースロー)
- フランクフルト
- アムステルダム